# Igreja do Imaculado Coração de Maria (São Paulo)
A Paróquia Santuário Imaculado Coração de Maria é uma igreja da cidade de São Paulo, construída entre 1897 e 1899 pelos missionários claretianos, para substituir a demolida Capela Beato José de Anchieta no Pátio do Colégio, que em 13 de março de 1896 havia sofrido um desabamento em decorrência de uma forte chuva. Próxima ao Centro, no bairro Vila Buarque vizinho ao bairro Higienópolis, a Paróquia está em reforma desde 1993. O Santuário é administrado pelos padres da Congregação dos Missionários Claretianos, além de ser a casa provincial da Província Claretiana do Brasil.

## Arquitetura e Pintura

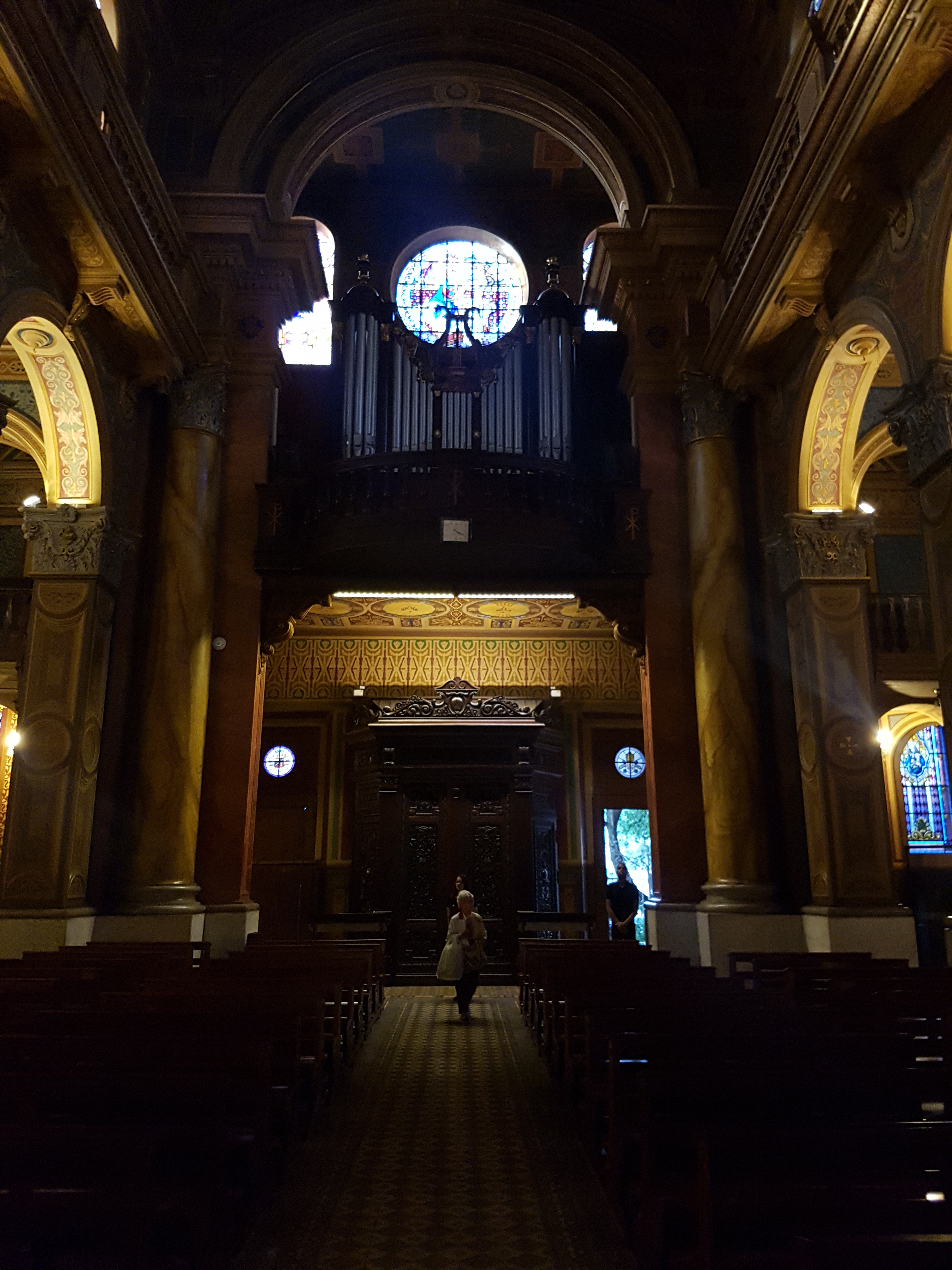
Salão Principal da Paróquia

O projeto de construção ficou aos cuidados do renomado escultor e arquiteto Tiziano Zuchetta. Sua planta possui formato de uma cruz latina com duas capelas laterais em forma de alvéolos que representam os braços, e uma nave maior que representa a haste da cruz. O interior da igreja é amplo e alto e com pouca iluminação.
Sua pintura foi realizada entre 1927 e 1934. Ela segue estilo Lombardo, clássico e romano eclético com outras influências. Em alguns lugares, depois de ter decupado duas camadas de pinturas, foi descoberta uma pintura original na Capela Claret, de autoria não identificada e que foge totalmente das outras pinturas das demais capelas. A família claretiana é ressaltada pela temática, bem como o carisma congregacional, tendo como centro de tudo a eucaristia, elemento fundamental da espiritualidade claretiana.
A Paróquia Imaculado Coração de Maria possui qualidade excepcional de preservação das pinturas internas desenvolvidas por Arnaldo Mecozzi e Vicente Mecozzi, entre 1929 e 1935.

## História

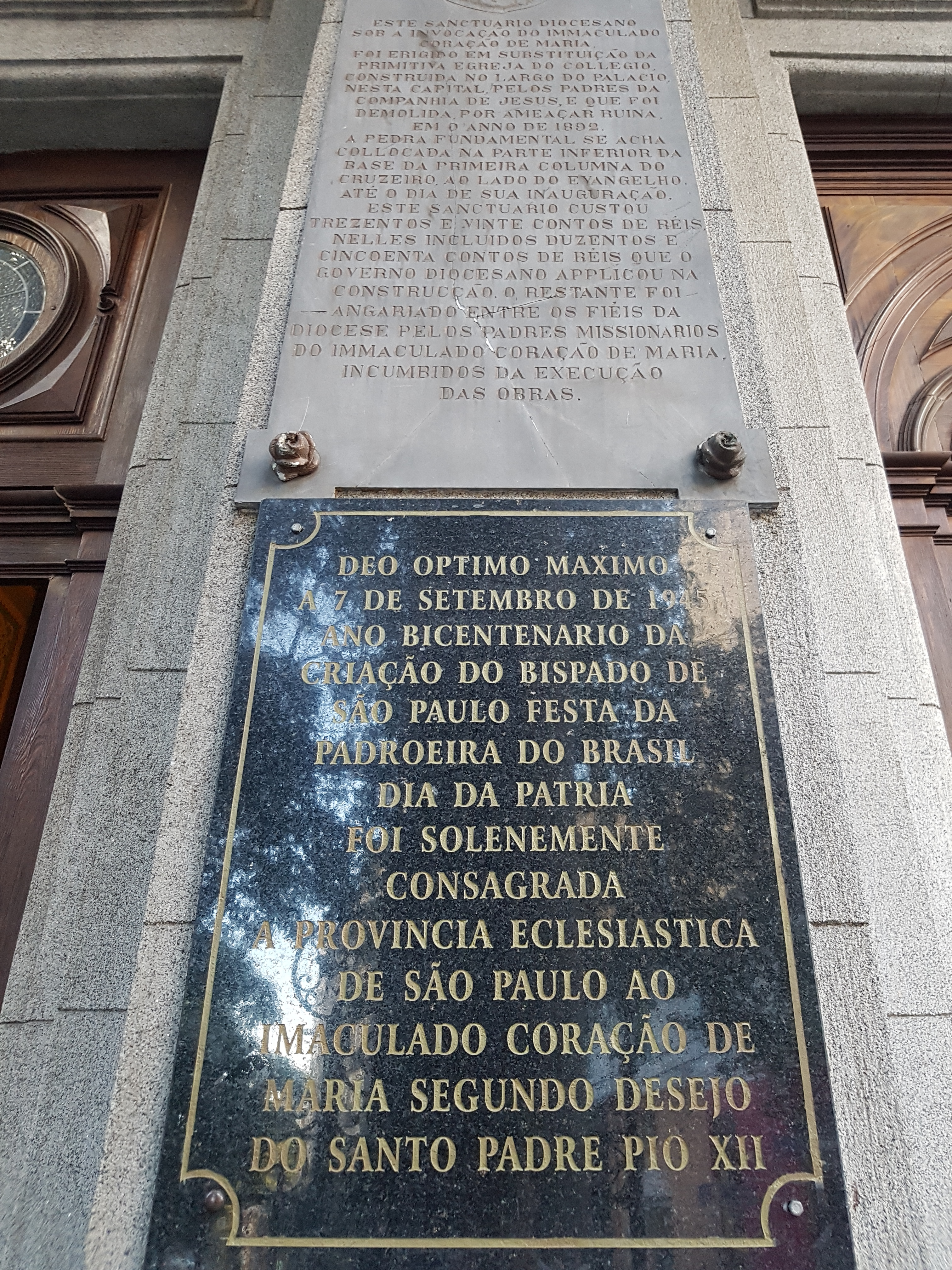
Placa Histórica.

Os Claretianos vieram em sua maior parte da Espanha, e alguns grupos que chegaram a São Paulo se instalaram na região do Largo São Francisco por volta de 1895. Hospedaram-se provisoriamente na igreja da Ordem Terceira Franciscana e após dois anos houve a inauguração da "Casa-mãe", termo utilizado a principio para indicar a Paróquia.
Devido à demolição da Capela Beato José de Anchieta no Pátio do Colégio, o Governo do Estado e doações de religiosos como Jorge de Lima, José Estanislau do Amaral, Marquesa de Itú, Baronesa de Tatuí, Baronesa do Jaraguá, D. Veridiana Prado e Eng. Prudente de Morais, contribuíram para a construção do Santuário e em 31 de maio 1965, o santuário foi elevado a categoria de Paróquia.
A Paróquia foi aberta ao público em 1899.
Foi a primeira igreja a utilizar a tecnologia de acionamento Wi-Fi.
  "Digna também de especial registro histórico foi a atuação dos Missionários Claretianos em prol da população paulistana, quando a sua Casa-mãe foi transformada em hospital da cidade para acolher e tratar, tanto as vítimas da gripe espanhola, que grassou na cidade nos idos de 1918, tendo inclusive, nesse mesmo ano, vitimado três religiosos claretianos: o Padre Francisco Pérez, Ochoa, superior da residência, o Irmão Bernardo Alamán, organista do Santuario, e o Padre José Bengoechea Orciti, quanto os feridos da Revolução de 1924. Ainda no tocante ao setor saúde, cumpre ressaltar que, devido à proximidade com a Casa-mãe dos Missionários Claretianos, a Santa Casa de misericórdia de São Paulo foi beneficiada durante muitos anos com a assistência espiritual desses Missionários."

## Administração e atuação social

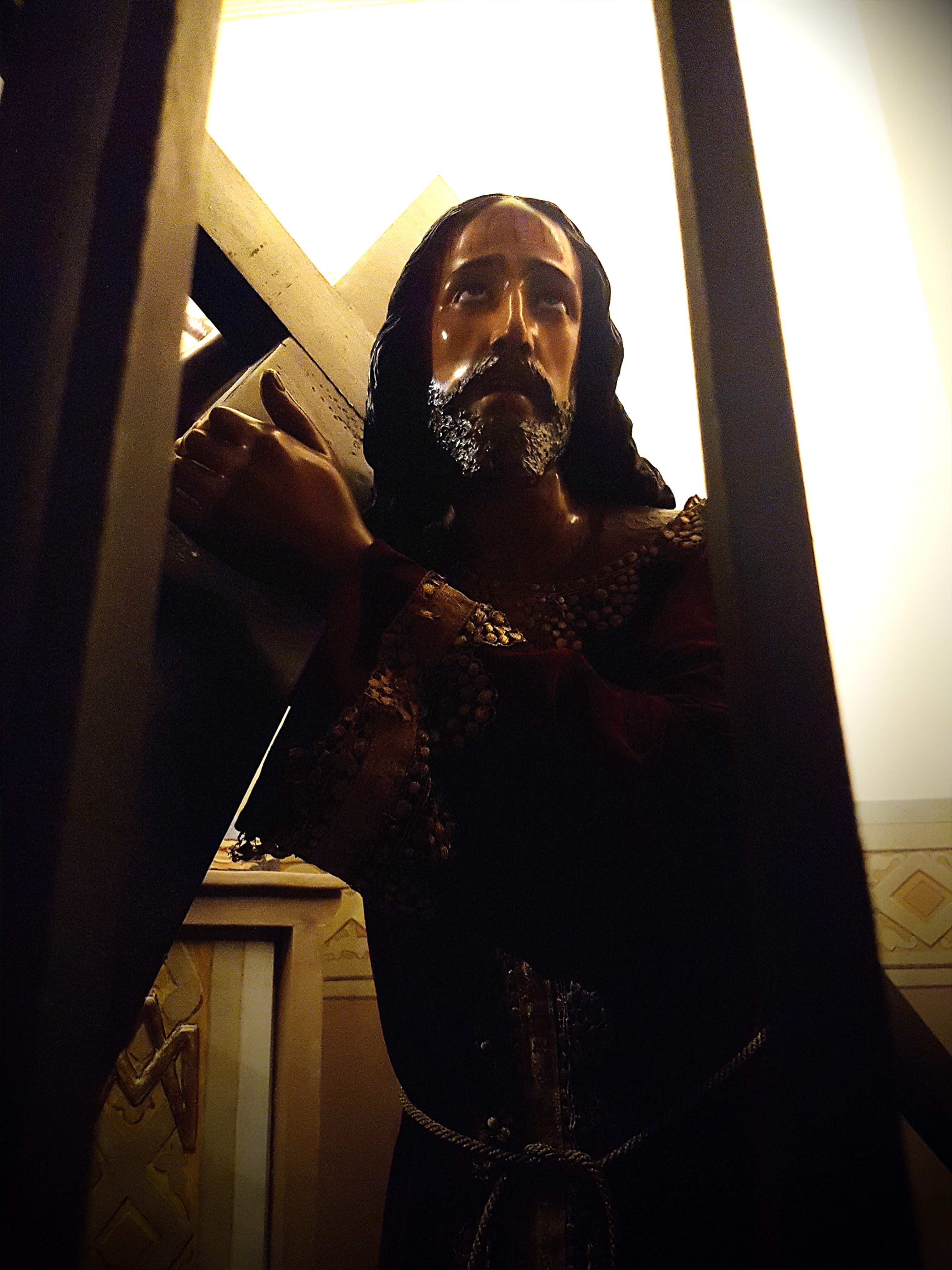
Jesus carregando a cruz, no interior da Paróquia

É uma igreja católica brasileira aos cuidados dos Missionários Claretianos desde 1897, por isso o nome "Paróquia".
Conta com projetos como a revista online visando o fomento à manutenção de eventos e tradições religiosas locais.
Há programas conhecidos como "curso de noivos; padrinhos" etc, mas a Paróquia conta também com programas de incentivo à população, como o Serviço de Escuta, que tem por objetivo ajudar a comunidade carente com conselhos, prometendo sigilo e compreensão. Existe também o Cine Claret, é um programa gratuito à comunidade oferecido mensalmente as segundas e sextas-feira, promovendo o fomento da confraternização.
Além desses programas a Paróquia possui o JIPC (Justiça, Paz e Integridade da Criação) - Comunicado Anual, onde detém os principais acontecimentos do ano vigente a fim de informar e agregar às informações que entraram para a história.
A Paróquia segue duas principais frentes: solidariedade humana (creche, bazares, centro de juventude e centro social) e apreço à liturgia.